# Begegnungsstätte Alte Synagoge Wuppertal
Die Begegnungsstätte Alte Synagoge ist ein Gebäudeensemble in Wuppertal, das ein Ausstellungs- und Begegnungszentrum beherbergt, welches der Erinnerung und Darstellung jüdischen Lebens in der Region dient. Die Begegnungsstätte ist das einzige jüdische Museum und der einzige Lernort zur Geschichte des Nationalsozialismus im Bergischen Land. Leiterin der Begegnungsstätte ist Ulrike Schrader. Der Trägerverein setzt sich aus über 20 gesellschaftlichen Institutionen und Vereinen zusammen.

## Zielsetzung
Die Begegnungsstätte widmet sich der Aufgabe, die Geschichte und das Schicksal der jüdischen Mitbürger in Wuppertal und der Region zu erforschen und zu dokumentieren, insbesondere in Bezug auf die Zeit des Nationalsozialismus. Gleichzeitig soll das Verständnis für die entsprechenden geschichtlichen Zusammenhänge gefördert werden.
Die Begegnungsstätte beherbergt seit 2011 die Dauerausstellung „Tora und Textilien“, sie sich mit dem jüdischen Leben im Bergischen und Märkischen in Vergangenheit und Gegenwart beschäftigt. Darüber hinaus verfügt sie über ein Archiv, eine Bibliothek sowie eine kleine Ausstellung über jüdische Identität heute am Beispiel von jüdischen Mitbürgern. Die Begegnungsstätte arbeitet eng mit Schulen zusammen und ist Ort von Veranstaltungen, vor allem von Vorträgen und Lesungen. Außerdem veranstaltet sie jedes Jahr einen von den Wuppertaler Stadtwerken gesponserten Wettbewerb, in dem Facharbeiten der Oberstufe ausgezeichnet werden, die in den Themenbereich der Begegnungsstätte fallen.
In der Begegnungsstätte wurden mehrere Publikationen und zwei Ausstellungen erarbeitet:
- Hier wohnte Frau Antonie Giese, zur Geschichte der Juden im Bergischen Land
- Wuppertal im Nationalsozialismus. Eine Ausstellung mit Dokumenten und Bildern, zur Geschichte der Stadt Wuppertal während der NS-Zeit

Beide Ausstellungen können von Schulen entliehen werden.

## Geschichte und Standort
Die Elberfelder Synagoge wurde 1938 während der Novemberpogrome durch Brandstiftung zerstört. Der Standort später ein als Parkplatz genutztes Trümmergrundstück, eine Gedenktafel erinnerte seit 1962 an die Synagoge. Als die Stadt Wuppertal in den 1980er Jahren plante, an dieser Stelle ein Parkhaus zu errichten, sprachen sich viele Gruppen und Fraktionen dagegen aus. 1987 beschloss der Stadtrat den Bau einer Gedenkstätte.
Gebaut wurde die Begegnungsstätte nach Plänen Arbeitsgemeinschaft Busmann + Haberer, Zbyszek Oksiuta und Volker Püschel. Die Begegnungsstätte wurde im April 1994 vom damaligen NRW-Ministerpräsidenten Johannes Rau und dem Vorsitzenden des Zentralrats der Juden Deutschlands Ignatz Bubis eingeweiht.
Die Ruinen der nördlichen Kellermauer der Synagoge liegen im Zentrum des heutigen Ensembles.

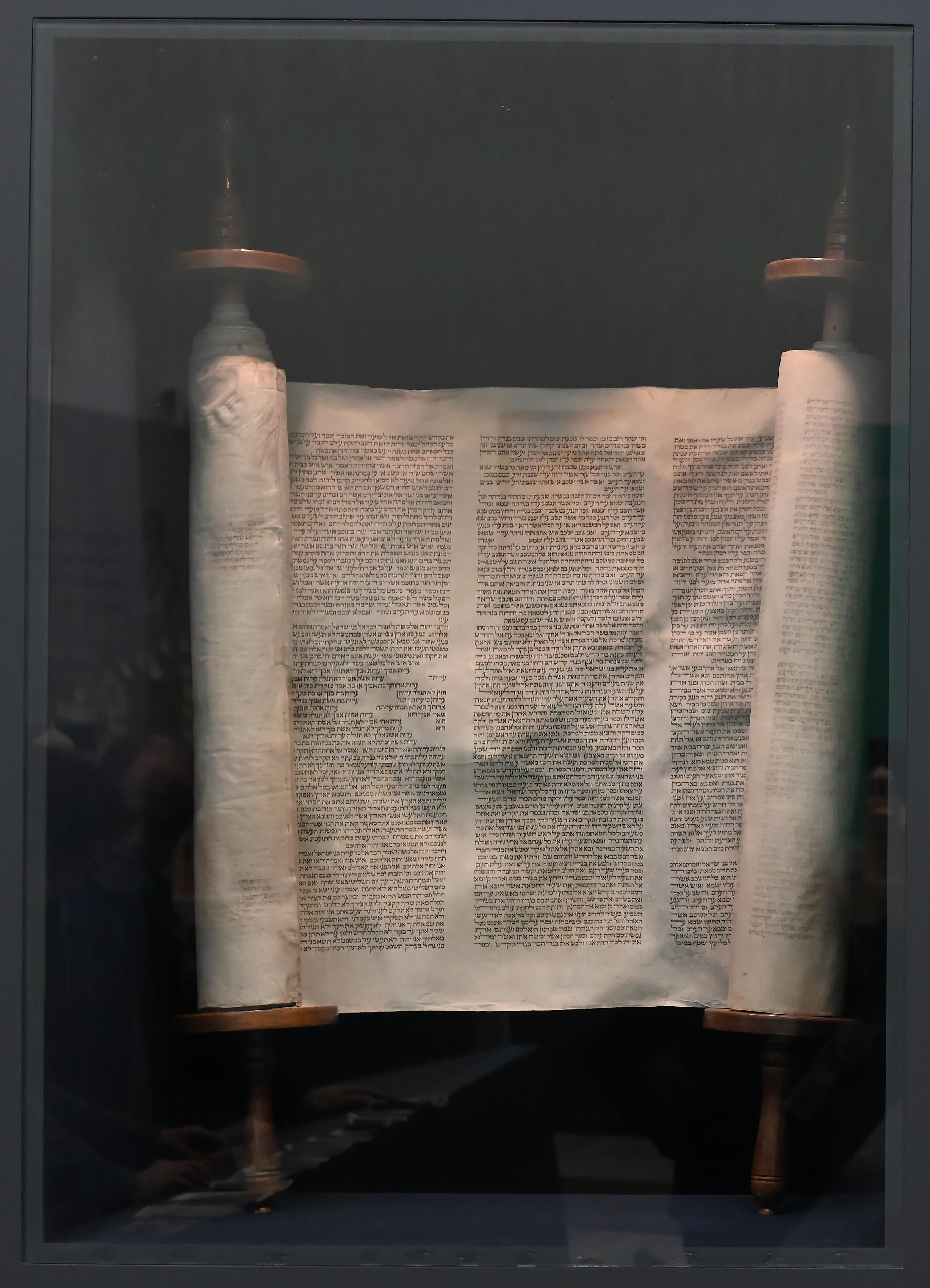
Antike Tora
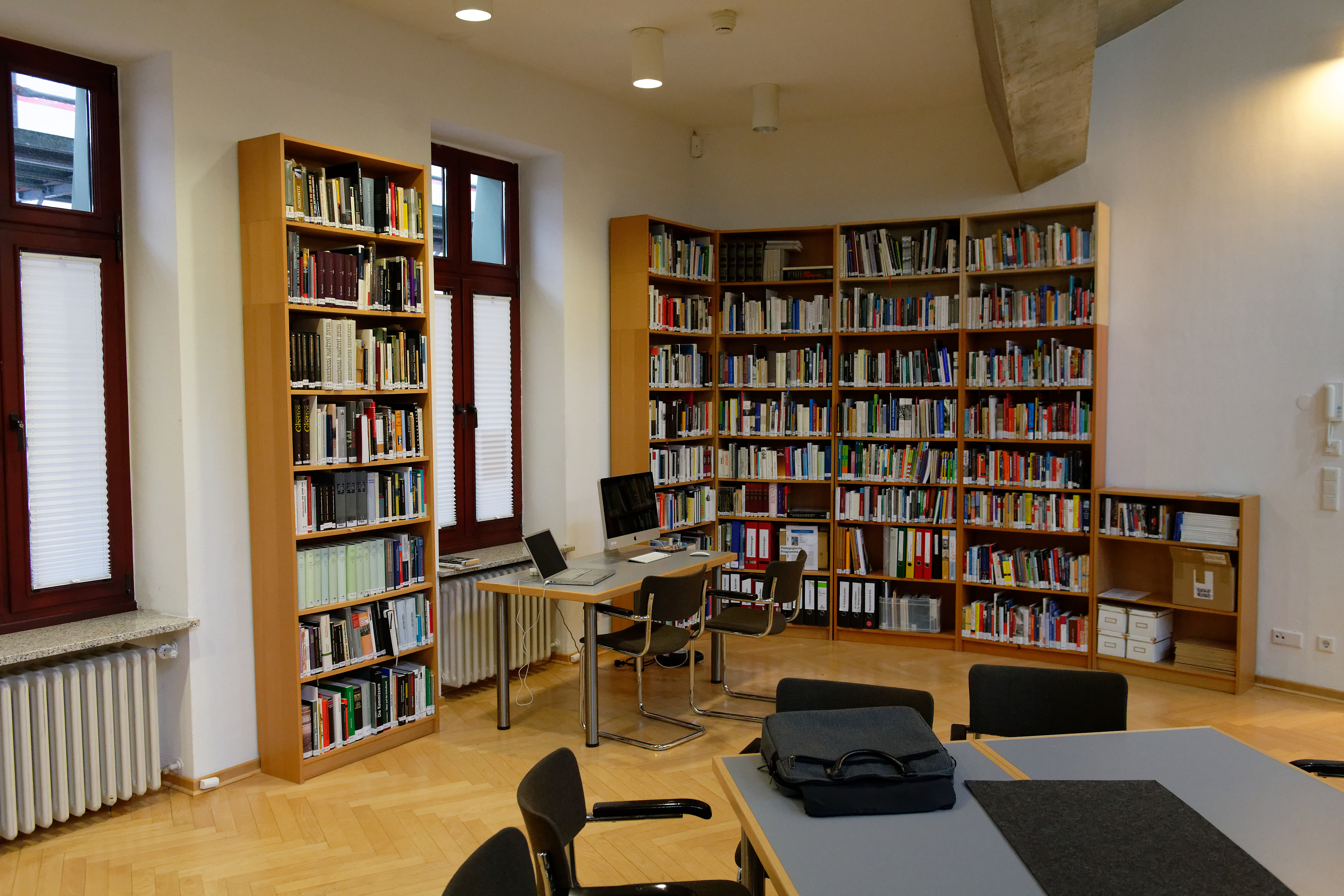
Teil der Bibliothek
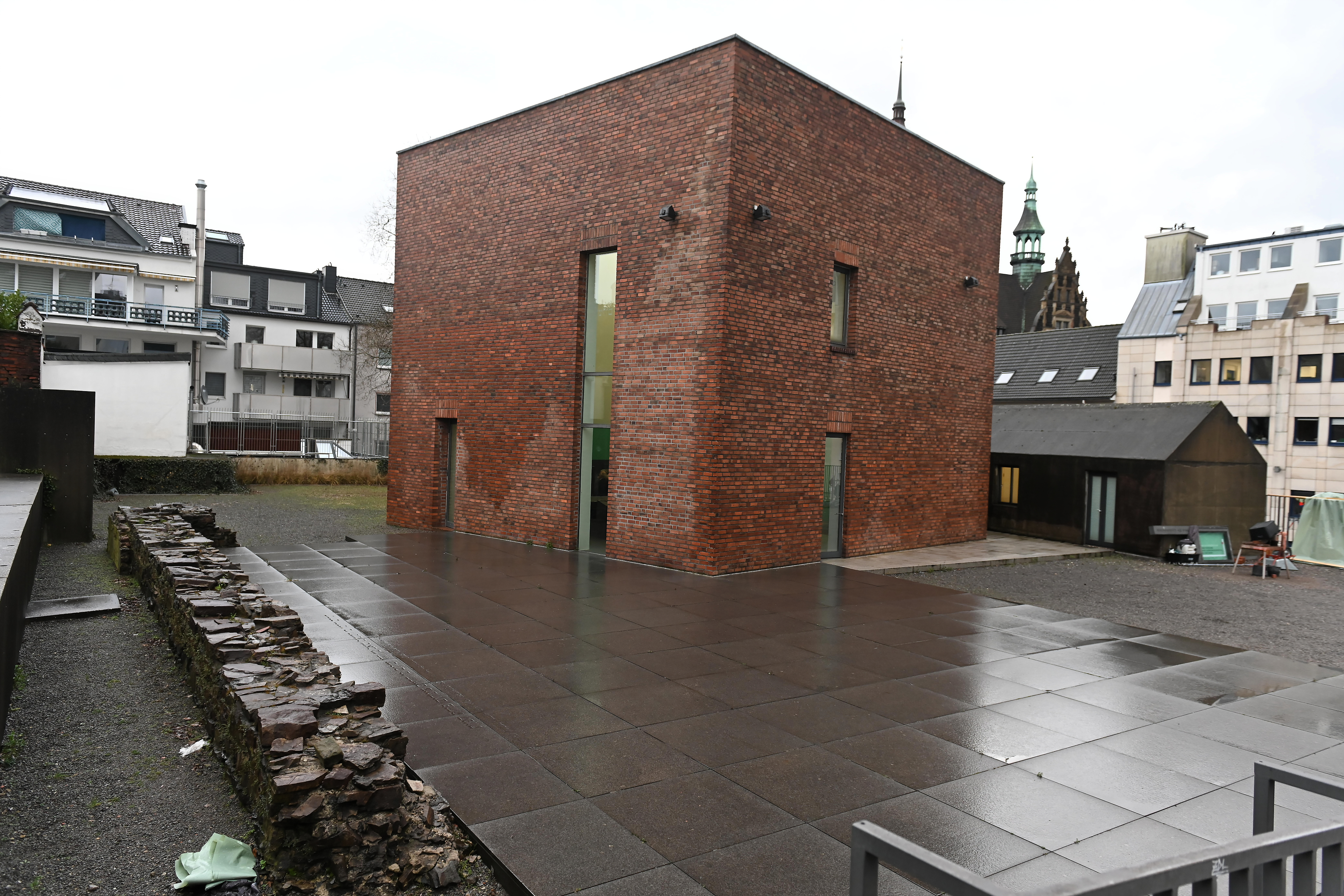
Blick von außen, links alte Mauer als Überrest der Synagoge